# Johan Brattberg
Johan Axel Brattberg (28 dicembre 1996) è un calciatore svedese, portiere dell'Helsingborg.

## Carriera
Prodotto delle giovanili del Falkenberg, nei primi anni di carriera si divide prevalentemente tra prestiti nelle serie minori svedesi e presenze nelle squadre giovanili del Falkenberg. Durante questo periodo, trova comunque modo di giocare due partite nella seconda serie nazionale con lo stesso Falkenberg. Nel 2019, con la squadra neopromossa in Allsvenskan, debutta nella massima serie in occasione dell'incontro del 24 aprile 2019 pareggiato per 0-0 contro il Sirius, in un'annata in cui finisce per totalizzare 10 presenze in campionato dopo essersi alternato con l'altro portiere Hampus Nilsson. Nelle prime giornate dell'Allsvenskan 2020, visto anche il grave infortunio occorso a Tim Erlandsson, Brattberg viene schierato titolare, ma anche in questo caso nel corso della stagione si avvicenda poi con un altro portiere quale Viktor Noring.
Prima dell'inizio del campionato 2021 si trasferisce a titolo definitivo all'Häcken con un contratto biennale, ma almeno inizialmente rimane al Falkenberg in prestito, dove è nuovamente riserva di Noring ma nel campionato di Superettan, vista la retrocessione dell'anno precedente. In estate torna all'Häcken per ricoprire il ruolo di terzo portiere dietro a Peter Abrahamsson e Jonathan Rasheed, ma riesce comunque a giocare una partita. Inizia la stagione 2022 in prestito all'Utsiktens BK dove viene schierato titolare in Superettan, quindi in estate viene nuovamente richiamato all'Häcken con cui firma un rinnovo fino al 2024. Formalmente diviene campione di Svezia, avendo difeso la porta dei gialloneri (primi in classifica a fine stagione) in due partite di campionato.
Dopo un'annata 2023 in cui è stato utilizzato solo in una gara di Coppa di Svezia contro i dilettanti dello Jonsereds IF, Brattberg è passato con un contratto biennale al Västerås SK, club neopromosso nell'Allsvenskan 2024.

## Statistiche

### Presenze e reti nei club
Statistiche aggiornate al 12 ottobre 2022.
| Stagione          | Squadra           | Campionato        | Campionato | Campionato | Coppe nazionali | Coppe nazionali | Coppe nazionali | Coppe continentali | Coppe continentali | Coppe continentali | Altre coppe | Altre coppe | Altre coppe | Totale | Totale |
| Stagione          | Squadra           | Comp              | Pres       | Reti       | Comp            | Pres            | Reti            | Comp               | Pres               | Reti               | Comp        | Pres        | Reti        | Pres   | Reti   |
| ----------------- | ----------------- | ----------------- | ---------- | ---------- | --------------- | --------------- | --------------- | ------------------ | ------------------ | ------------------ | ----------- | ----------- | ----------- | ------ | ------ |
| 2017              | Falkenberg        | S1                | 1          | -1         |                 | -               | -               |                    | -                  | -                  |             | -           | -           | 1      | -1     |
| 2018              | Falkenberg        | S1                | 3          | -2         |                 | -               | -               |                    | -                  | -                  |             | -           | -           | 3      | -2     |
| 2019              | Falkenberg        | A                 | 10         | -16        | CS              | 1               | 0               |                    | -                  | -                  |             | -           | -           | 11     | -16    |
| 2020              | Falkenberg        | A                 | 13         | -21        | CS+CS           | 3+1             | -3 + 0          |                    | -                  | -                  |             | -           | -           | 17     | -24    |
| gen.-lug. 2021    | Falkenberg        | S1                | 1          | -1         |                 | -               | -               |                    | -                  | -                  |             | -           | -           | 1      | -1     |
| Totale Falkenberg | Totale Falkenberg | Totale Falkenberg | 28         | -41        |                 | 5               | -3              |                    | -                  | -                  |             | -           | -           | 33     | -44    |
| lug.-dic. 2021    | Häcken            | A                 | 1          | -2         |                 | -               | -               | UECL               | 0                  | 0                  |             | -           | -           | 1      | -2     |
| gen.-lug. 2022    | Utsiktens BK      | S1                | 14         | -19        |                 | -               | -               |                    | -                  | -                  |             | -           | -           | 14     | -19    |
| lug.-dic. 2022    | Häcken            | A                 | 2          | -3         | CS              | 1               | -1              |                    | -                  | -                  |             | -           | -           | 3      | -4     |
| Totale carriera   | Totale carriera   | Totale carriera   | 45         | -65        |                 | 6               | -4              |                    | 0                  | 0                  |             | -           | -           | 51     | -69    |

## Palmarès

### Club

#### Competizioni nazionali
- Campionato svedese: 1

Häcken: 2022
- Coppa di Svezia: 1

Häcken: 2022-2023